# Skafhólar
Skafhólar är en kulle i republiken Island. Den ligger i regionen Norðurland eystra, 250 km nordost om huvudstaden Reykjavík. Toppen på Skafhólar är 477 meter över havet, eller 79 meter över den omgivande terrängen. Bredden vid basen är 1,9 km.
Trakten runt Skafhólar är nära nog obefolkad, med mindre än två invånare per kvadratkilometer. Det finns inga samhällen i närheten. Trakten runt Skafhólar består i huvudsak av gräsmarker.